# Liste der Kulturdenkmale in Zörbig
In der Liste der Kulturdenkmale in Zörbig sind alle Kulturdenkmale der Gemeinde Zörbig und ihrer Ortsteile aufgelistet. Grundlage ist das Denkmalverzeichnis des Landes Sachsen-Anhalt, das auf Basis des Denkmalschutzgesetzes des Landes Sachsen-Anhalt vom 21. Oktober 1991 durch das Landesamt für Denkmalpflege und Archäologie Sachsen-Anhalt erstellt und seither laufend ergänzt wurde (Stand: 31. Dezember 2022).

## Kulturdenkmale nach Ortsteilen

### Zörbig
| Lage | Bezeichnung                   | Beschreibung | Erfassungs- nummer | Ausweisungsart | Bild                    |
| --- | ----------------------------- | --- | ------------------ | -------------- | ----------------------- |
| um den Altstadtkern (Karte) | Stadtbefestigung              | Reste der slawischen Wallanlagen, 10. Jh., Teile der Stadtmauer aus Bruchstein nur an wenigen Stellen noch vorhanden, westlicher Teil als Stadtpark                                                                                                  | 094 90013          | Denkmalbereich | Stadtbefestigung        |
| Ägypten 15 (Karte) | Mühle                         | Wassermühle | 094 90036          | Baudenkmal     | Mühle                   |
| Ägypten, Am Schloß, Bahnhofstraße, Birkenallee, Burgstraße, Große Ritterstraße, Grünstraße, Hohe Straße, Kirchgasse, Kirchplatz, Kleine Ritterstraße, Lange Straße, Leipziger Straße, Lindenstraße, Marienstraße, Markt, Paradies, Plan, Radegaster Straße, Ratshof, Rotes Meer, Schlippe, Schloßstraße, Topfmarkt, Unter dem Wall, Victor-Blüthgen-Straße Wall | Stadtgrundriss                | Seltenes Beispiel eines bemerkenswert geschlossen und einheitlich erhaltenen Grundrisses, Entstehung zwischen dem 12. und 14. Jh., typische Ackerbürgerstadt                                                                                         | 094 90397          | Baudenkmal     | Stadtgrundriss          |
| Am Schloß 1, 2, 3, 5, 6 (Karte) | Straßenzug                    | Kulturhistorisch bedeutender Straßenzug, ursprünglich Teil der Vorburg direkt am Schlossgraben | 094 90037          | Denkmalbereich | Straßenzug              |
| Am Schloß 10 (Karte) | Schloss                       | Schlicht gestaltete ehemalige Dreiflügelanlage mit Bergfried, ehemalige slawische Burg, um 1700 Beginn des Neubaus unter Herzog August von Sachsen-Merseburg als Residenz, im 18. und 19. Jh. Teile abgebrochen, heute zum Teil Museum               | 094 90012          | Baudenkmal     | Weitere Bilder          |
| Am Schloß 11, südlich neben dem Museum (Karte) | Wohnhaus                      | Ehemals zum Schloss gehörendes Aktuarhaus, südlich neben dem Museum (Schloss) auf dem Burggelände, Fachwerkhaus mit Krüppelwalmdach, frühes 18. Jh., abgebrochen ?                                                                                   | 094 90038          | Baudenkmal     | BW                      |
| Am Wall (Karte) | Denkmal                       | Reinhold-Schmidt-Denkmal, errichtet 1913, Gedächtnismal in Form eines teilbearbeiteten Findlings auf Sockel mit romanisierenden Ecksäulen | 094 90063          | Baudenkmal     | Denkmal                 |
| Birkenallee (Karte) | Denkmal                       | Victor-Blüthgen-Denkmal, errichtet 1928, aufgetürmtes Arrangement von Feldsteinen, auf der Spitze Findling mit Bildnisplakette für den Zörbiger Ehrenbürger                                                                                          | 094 90061          | Baudenkmal     | Denkmal                 |
| Bitterfelder Straße, Am Wall Am Wall, Ecke Bitterfelder Straße (Karte) | Denkmal                       | Ehrenmal für Friedrich Ludwig Jahn, Findling mit Bildnisplakette, 1911 errichtet, ergänzt durch Gedenktafel für die im Ersten Weltkrieg gefallenen Turnbrüder                                                                                        | 094 90064          | Baudenkmal     | Weitere Bilder          |
| Burgstraße 1, 2, 3, 4, 5, 6, 7, 9, 11, Plan 4 (Karte) | Straßenzug                    | Ursprüngliche Begrenzung der frühmittelalterlichen Stadt; schlichte, aber für Zörbig typische kleinbürgerliche Bebauung, 19. Jahrhundert und älter                                                                                                   | 094 90042          | Denkmalbereich | Straßenzug              |
| Eiskeller 1a (Karte) | Eiskeller                     | | 094 90011          | Baudenkmal     | BW                      |
| Feuerwehrstraße 1 (ehem. Mühlweg 1) (Karte) | Wohnhaus                      | um 1800 erbauter Putzbau mit Krüppelwalmdach an der Ecke zur Radegaster Straße, abgebrochen (heute Garagen) | 094 95737          | Baudenkmal     | BW                      |
| Feuerwehrstraße 18 (ehem. Mühlweg 18) (Karte) | Villa                         | Außerhalb des Stadtgebietes gelegene Fabrikantenvilla der Schoko- und Kandisfabrik, vermutlich abgebrochen | 094 90057          | Baudenkmal     | BW                      |
| Große Ritterstraße 1, 2, 3, 4, 5, 6, 7, 8, 9, 10, 12, 13, 14, 15, 16, 17, 18, 19, 20, 21, 22, 23, 24, 25, 26, 28, 30, 32, 34, 36, 38, 40, 42, 44, 46 (Karte) | Straßenzug                    | Eine der ersten Straßen zur Erweiterung des Stadtkerns, ursprünglich erhaltener Straßenzug mit traufständigen Wohn- und Hofgebäuden des 17. bis 19. Jahrhundert                                                                                      | 094 90014          | Denkmalbereich | Weitere Bilder          |
| Hohe Straße 1, Lange Straße 32, 34, 36, 38, 40, Markt 1, 2, 3, 4, 5, 6, 7, 8, 9, 10, 11, 12, 13, Topfmarkt 2 (Karte) | Marktplatz                    | Johannismarkt, rechteckiger Marktplatz mit geschlossener, im Laufe des 18. und 19. Jahrhunderts gewachsener Bebauung unter weitgehender Bewahrung der historischen Struktur; Wohn- und Geschäftshäuser, Rathaus, Kopie der Postdistanzsäule von 1730 | 094 90027          | Denkmalbereich | Weitere Bilder          |
| Hohe Straße 1, 4, 5, Leipziger Straße 2 (Karte) | Straßenzeile                  | Locker gruppierte Bebauung einer Straßenkreuzung in städtebaulich exponierter Lage, traufständige Putzbauten aus unterschiedlichen Jahrhunderten, 17. bis 19. Jahrhundert                                                                            | 094 90048          | Denkmalbereich | Straßenzeile            |
| Jeßnitzer Straße, am Eingang zum Friedhof (Karte) | Feierhalle                    | Architektonisch qualitätvoller Bau zwischen Jugendstil und Neuer Sachlichkeit, Entwurf von Maurermeister Paul Conrad aus Zörbig, 1910 fertig gestellt                                                                                                | 094 90059          | Baudenkmal     | Weitere Bilder          |
| Kirchgasse 1, 3, 5, 7 (Karte) | Straßenzeile                  | Für das Ortsbild charakteristische Gebäudegruppe in markanter Position nahe der Kirche und den Schulen, 18. und 19. Jahrhundert | 094 90045          | Denkmalbereich | Straßenzeile            |
| Kirchplatz (Karte) | Kirche                        | St. Mauritius | 094 90067          | Baudenkmal     | Weitere Bilder          |
| Kirchplatz 1, 2, 3, 3a, 4, 5, 6, 7, 8, 9 (Karte) | Platz                         | Historisch gewachsene Bebauung um die Stadtkirche mit Bauten des 18. bis 20. Jahrhunderts bestehend aus Diakonat, Lehrer- und Küsterwohnhaus, Kantorat, alter und neuer Schule sowie Stadtkirche                                                     | 094 90060          | Denkmalbereich | Weitere Bilder          |
| Lange Straße (Karte) | Torturm                       | Hallescher Turm, 1556 erbauter Torturm | 094 16103          | Baudenkmal     | Weitere Bilder          |
| Lange Straße 8 (Karte) | Wohn- und Geschäftshaus       | Charakteristisches, ursprünglich erhaltenes zweigeschossiges Backsteingebäude aus der Zeit um 1880/1900 | 094 90017          | Baudenkmal     | Wohn- und Geschäftshaus |
| Lange Straße 17 (Karte) | Wohnhaus                      | Beispiel typischer Gründerzeitbebauung, reich dekorierter Ziegelbau von 1895 | 094 90018          | Baudenkmal     | Wohnhaus                |
| Lange Straße 18 (Karte) | Wohn- und Geschäftshaus       | Qualitätvoller, zweigeschossiger um 1900 erbauter Ziegelbau, spätgründerzeitliche Architektur, Eckerker mit spitzem Pyramidendach, dezente Ziegelornamentik                                                                                          | 094 90019          | Baudenkmal     | Wohn- und Geschäftshaus |
| Lange Straße 19 (Karte) | Wohnhaus                      | Letztes erhaltenes Exemplar der ursprünglichen Bebauung inmitten der sonst eher von städtischer Architektur geprägten Straße, 18. Jahrhundert | 094 90020          | Baudenkmal     | Wohnhaus                |
| Lange Straße 31 (Karte) | Wohn- und Geschäftshaus       | Vornehmer zweigeschossiger Putzbau der Gründerzeit mit repräsentativem Anspruch, qualitätvoller Stuckdekor, 3. Viertel des 19. Jahrhunderts | 094 90021          | Baudenkmal     | Wohn- und Geschäftshaus |
| Lange Straße 31, 31a, 33, 35, 37, 39, 41, 42, 43, 44, 45, 46, 47, 48, 49, 50, 51, 52, 53, 54, 55, 56, 57, 58, 59, 60, 61, 62, 63, 64, 65, 66, 67, 68, 69, 70, 71, 72, 73, 74, 75, 76, 77, 78, 79, 80, 81, 82, 83, 84 (Karte) | Straßenzug                    | | 094 90015          | Denkmalbereich | Weitere Bilder          |
| Lange Straße 34 (Karte) | Wohnhaus                      | Dominanter stattlicher Putzbau des Klassizismus aus der Zeit um 1750–1800 in städtebaulich markanter Position an der Nordseite des Marktplatzes | 094 90022          | Baudenkmal     | Wohnhaus                |
| Lange Straße 47 (Karte) | Wohnhaus                      | Bemerkenswertes Backsteingebäude mit üppigem Ziegeldekor, seitlichem Ziergiebel, spitzbogigem Giebelfenster, ca. 1880 | 094 90023          | Baudenkmal     | Wohnhaus                |
| Lange Straße 50 (Karte) | Wohnhaus                      | Dreigeschossiger, die übrige Bebauung überragender Ziegelbau mit Seitenrisaliten und zwei verschieden geformten Ziergiebeln, 4. Viertel des 19. Jahrhunderts                                                                                         | 094 90024          | Baudenkmal     | Wohnhaus                |
| Lange Straße 55 (Karte) | Wohn- und Geschäftshaus       | Repräsentativer zweigeschossiger Ziegelbau, an klassizistische Formen und Dekorationen orientierte Fassadengestaltung, 2. Drittel des 19. Jahrhunderts                                                                                               | 094 90025          | Baudenkmal     | Wohn- und Geschäftshaus |
| Lange Straße 74 (Karte) | Wohnhaus                      | Für die Region charakteristischer Backsteinbau, Relieffries im Traufgesims und als Fenstereinfassungen, Mittelrisalit mit Ziergiebel | 094 90026          | Baudenkmal     | Wohnhaus                |
| Lange Straße, Radegaster Straße, Ecke Lange Straße, im Stadtpark (Karte) | Kriegerdenkmal                | Im Jahre 1873 aufgestellte Säule für die Gefallenen der Kriege 1866 und 1870/1871 | 094 90065          | Baudenkmal     | Weitere Bilder          |
| Leipziger Straße 1, 3, 4, 6, 8, 10, 12, 14, 16, 18, 20, 22, 24 (Karte) | Straßenzeile                  | Ursprüngliche Begrenzung der frühmittelalterlichen Stadtanlage, geschlossen bebaut mit traufständigen, meist verputzten Bauten, 18. und 19. Jh., im Kern zum Teil älter                                                                              | 094 90046          | Denkmalbereich | Weitere Bilder          |
| Leipziger Straße 21 (Karte) | Wohnhaus                      | Qualitätvolles Wohngebäude des Historismus mit einer ebenso bemerkenswert gestalteten Industriehalle, erbaut Ende des 19. Jahrhunderts | 094 90047          | Baudenkmal     | Weitere Bilder          |
| Leipziger Straße 33 (Karte) | Wohnhaus                      | Zur ältesten Bebauung Zörbigs gehörender Putzbau in Ecklage mit hakenförmigen Grundriss, niedrige Haushöhe und auffällig steiles Dach, erb. 18. Jahrhundert                                                                                          | 094 95733          | Baudenkmal     | Wohnhaus                |
| Leipziger Straße 48 (Karte) | Wohnhaus                      | | 094 95734          | Baudenkmal     | BW                      |
| Lindenstraße 15 (Karte) | Wohnhaus                      | Zweigeschossiger, um 1880 erbauter Ziegelbau, bereichert durch qualitätvolle Verzierungen mit Zier- und Formsteinen, üppig dekorierten Fensterverdachungen und Gesimsbändern                                                                         | 094 95735          | Baudenkmal     | Wohnhaus                |
| Lindenstraße 17, 21, 22, 26, 27 (Karte) | Straßenzeile                  | Bemerkenswerte vorstädtische Straßenzeile aus der Zeit um 1900, u.a. Kleinvillen mit individueller Gestaltung im Zusammenhang mit Grünanlage; Lindenbäume und Straßenpflaster zum Denkmalbereich gehörend                                            | 094 90049          | Denkmalbereich | Weitere Bilder          |
| Lindenstraße 38 (Karte) | Wohnhaus                      | Repräsentativer zweigeschossiger Backsteinbau mit ausgebautem Mansardwalmdach, datiert 1899, leicht vorspringender Mittelrisalit mit Frontispiz | 094 90051          | Baudenkmal     | Wohnhaus                |
| Lindenstraße 41 (Karte) | Wohnhaus                      | Um 1900 erbauter villenähnlicher Putzbau, erbaut um 1900, mit vielfältiger Fassadengestaltung, hölzernem Erker, farbiger Fensterverglasung und lebendiger Dachlandschaft                                                                             | 094 95736          | Baudenkmal     | Wohnhaus                |
| Lindenstraße 43 (Karte) | Kurhaus                       | Ehemaliges, 1906 erbautes Kur- und Badehaus Zörbigs wegen der Heilkräfte des Moores der Fuhne-Niederung; villenartiger, repräsentativer Ziegelbau im Landhausstil mit markant ausgeprägter Schaufassade                                              | 094 90052          | Baudenkmal     | Weitere Bilder          |
| Markt (Karte) | Kursächsische Postmeilensäule | Die Kursächsische Postdistanzsäule ist die Kopie einer Säule, die 1730 auf dem Markt errichtet wurde. Die Kopie wurde am 7. Oktober 1989 aufgestellt.                                                                                                | 094 90111          | Baudenkmal     | Weitere Bilder          |
| Markt 8 (Karte) | Wohnhaus                      | Zweigeschossiger Backsteinbau von 1902 mit auffallender Fassadendekoration, ädikulabetonte Eingangsgestaltung | 094 90029          | Baudenkmal     | Wohnhaus                |
| Markt 11, 12 (Karte) | Rathaus                       | Zweigeschossiger Ziegelbau mit spätgotischen Stilelementen, erbaut 1846. | 094 90028          | Baudenkmal     | Weitere Bilder          |
| Markt 13 (Karte) | Wohn- und Geschäftshaus       | Schlichter zweigeschossiger Putzbau des frühen 19. Jh. in exponierter Ecklage mit Schmuckakzenten wie aufgeputzten Fensterverdachungen und Gesimsen                                                                                                  | 094 90016          | Baudenkmal     | Wohn- und Geschäftshaus |
| Paradies 2, 4, 6, 8, 10 (Karte) | Straßenzeile                  | Eine der ältesten Straßen Zörbigs; charakteristische, ursprünglich erhaltene Häuserzeile mit besonders kleinen und niedrigen, traufständigen, überwiegend eingeschossigen Wohnbauten aus der 1. Hälfte des 19. Jh.                                   | 094 90043          | Denkmalbereich | Weitere Bilder          |
| Radegaster Straße 2 (Karte) | Villa Radegaster Straße 2     | Villa | 094 71722          | Baudenkmal     | BW                      |
| Radegaster Straße 4 (Karte) | Wohnhaus                      | Geburtshaus des Musikwissenschaftlers Oskar Fleischer, schlichter zweigeschossiger Putzbau mit Gedenktafel | 094 90055          | Baudenkmal     | Wohnhaus                |
| Radegaster Straße 10 (Karte) | Fabrik                        | Die Orgelbau-Anstalt W. Rühlmann wurde 1842 gegründet. Die heutigen Gebäude wurden 1883, 1892 und 1914 erbaut. Es ist die letzte erhaltene Orgelbauanstalt in Mitteldeutschland. Zur Orgelbauanstalt gehören Wohn- und Werkstattgebäude.             | 094 90054          | Baudenkmal     | Weitere Bilder          |
| Radegaster Straße 12 (Karte) | Wohnhaus                      | Villenartiges Gebäude mit repräsentativem Anspruch, mehrfach gegliederter Baukörper mit lebhaftem Fassadenrelief, Wintergartenanbau mit Jugendstilverglasungen, um 1900 erbaut                                                                       | 094 90056          | Baudenkmal     | Wohnhaus                |
| Ratshof 4 (Karte) | Wohnhaus                      | Eingeschossiger Putzbau mit Mittelrisalit und Frontispiz, Schaufassade klassizistisch verziert, um 1850 erbaut | 094 90040          | Baudenkmal     | Wohnhaus                |
| Ratshof 8 (Karte) | Gutshaus                      | Gutshaus Dörries, ehemaliges Rittergut Neustadt, später Ratshof, erste 1870 gegründete Saftfabrik, 1897 Neubau von Carl Dörries, zweigeschossiger Bau mit Toranlage und Eckturm                                                                      | 094 90041          | Baudenkmal     | Gutshaus                |
| Rotes Meer (Karte) | Feuerwehrgerätehaus           | Feuerwehrgerätehaus (erbaut 1905), 2019 als Denkmal ausgewiesen. | 094 91711          | Baudenkmal     | Weitere Bilder          |
| Rotes Meer 14 (Karte) | Wohnhaus                      | Einziges authentisch erhaltenes und ältestes Gebäude in der Straße Rotes Meer, zweigeschossiger traufständiger Putzbau des 17./18. Jh. mit Krüppelwalmdach                                                                                           | 094 90033          | Baudenkmal     | Weitere Bilder          |
| Rotes Meer 33 (Karte) | Bauernhof                     | Hofanlage bestehend aus zweigeschossigem Wohnhaus und zwei stallähnlichen Nebengebäuden, ehemals Baderhaus, erbaut um 1800 | 094 90034          | Baudenkmal     | Bauernhof               |
| Schloßstraße 6 (Karte) | Wohn- und Geschäftshaus       | Ältester Bau der Straße und kennzeichnend für die ursprüngliche Bautradition Zörbigs, zweigeschossiger Putzbau mit auffällig steilem Satteldach, im Kern vermutlich 17. Jh., Modernisierung mit Ladeneinbau in den 1930er Jahren                     | 094 90032          | Baudenkmal     | Wohn- und Geschäftshaus |
| Spörener Straße (Karte) | Wasserturm                    | Wasserturm Zörbig | 094 12330          | Baudenkmal     | Weitere Bilder          |
| Stumsdorfer Straße (Karte) | Park                          | Rudolf-Breitscheid-Park, ehemaliger 1571 angelegter Friedhof, Relikte der 1832 erbauten Kapelle mit Säulenportikus noch vorhanden, Gedenkanlage von 1924 für die im 1. Weltkrieg Gefallenen von Paul Horn                                            | 094 90066          | Baudenkmal     | Weitere Bilder          |
| Stumsdorfer Straße (Karte) | Toranlage                     | Toranlage als Eingang zum alten Friedhof (Rudolf-Breitscheid-Park), am 19. April 2016 als Denkmal ausgewiesen |                    |                | Toranlage               |
| Stumsdorfer Straße 23 (Karte) | Wohnhaus                      | Sogenannte Rote Villa, Wohnhaus des Mitbegründers der Rohpappenfabrik Fließ & Traege, zweigeschossiges rotes Backsteingebäude mit bemerkenswerten Baudetails, 1896 erbaut                                                                            | 094 90039          | Baudenkmal     | Wohnhaus                |
| Topfmarkt 1, 3, 5, 6, 7, 8, 9, 11, 13 (Karte) | Straßenzeile                  | Exemplarisch erhaltene Dorfstraße mit sich nach Norden aufweitendem Verlauf, schlichte Wohnhäuser und Hofanlagen des 18. bis 19. Jh., bedeutend durch ihre Ursprünglichkeit                                                                          | 094 90030          | Denkmalbereich | Weitere Bilder          |
| Victor-Blüthgen-Straße (Karte) | Kirche                        | Katholische Kirche St. Antonius, erbaut 1911, 1952/53 erweitert | 094 90068          | Baudenkmal     | Weitere Bilder          |
| Vor dem Halleschen Tor 1 (Karte) | Hospital                      | Hospital Zum heiligen Kreuz, 1315 gegründet, 1835 Errichtung eines Neubaus auf dem Innenwall der Stadt, traufständiger Putzbau mit Krüppelwalmdach und übergiebeltem Mittelrisalit, breite Natursteintreppe                                          | 094 90053          | Baudenkmal     | Hospital                |
| Vor dem Leipziger Tor 1 südlich neben dem Reinhold-Schmidt-Denkmal (Karte) | Bauernhof                     | Außerhalb der Wallanlage gelegene Hofanlage von stattlicher Erscheinung, verputztes Wohnhaus mit Fachwerk-Obergeschoss sowie Wechsel von Sattel- und Mansarddach, spätes 19. Jh.                                                                     | 094 90058          | Baudenkmal     | BW                      |
| Wilhelmstraße 19 (Karte) | Pumpe                         | Vakuumnassluftpumpe für die Pflaumenmus- und Konfitürenproduktion, 1908; Sachzeuge der Industriegeschichte Zörbigs | 094 80107          | Baudenkmal     | BW                      |

### Cösitz
| Lage                                               | Bezeichnung        | Beschreibung | Erfassungs- nummer | Ausweisungsart               | Bild           |
| -------------------------------------------------- | ------------------ | --- | ------------------ | ---------------------------- | -------------- |
| Burchard-Führer-Platz 7 beim Herrenhaus (Karte)    | Brennerei          | Ehemalige Brennerei, erbaut nach Plänen des Köthener Architekten Hengst, in Betrieb von 1835/36 bis 1945, Sanierung seit 2014 | 094 71567          | Baudenkmal                   | Brennerei      |
| Dorfplatz (Karte)                                  | Gedenkstein        | | 094 70853          | Baudenkmal                   | Gedenkstein    |
| Parkallee 13a im Wallbereich des Schlosses (Karte) | Wirtschaftsgebäude | | 094 71524          | Baudenkmal                   | BW             |
| Parkallee (Karte)                                  | Kirche             | Barocker Saalbau des 17. Jh. mit dreiseitigem Ostabschluss und neuromanischem Westturm von 1882                               | 094 13806          | Baudenkmal                   | Weitere Bilder |
| Parkallee, auf dem Kirchhof                        | Kriegerdenkmal     | Denkmal an der Ostseite der Kirche für die im Ersten Weltkrieg Gefallenen aus Cösitz und Priesdorf                            | 094 70890          | Baudenkmal                   | Kriegerdenkmal |
| Parkallee 10 (Karte)                               | Rittergut Cösitz   | Rittergut Schloss Cösitz | 094 13807          | Baudenkmal                   | Weitere Bilder |
| Burchard-Führer-Platz 5, 6 (Karte)                 | Wirtschaftsgebäude | Wirtschaftsgebäude | 094 13807 001      | Teilobjekt eines Baudenkmals | BW             |
| Burchard-Führer-Platz (Karte)                      | Park               | Park | 094 13807 002      | Teilobjekt eines Baudenkmals | BW             |
| Teichstraße                                        | Wohnhaus           | | 094 70262          | Baudenkmal                   |                |

### Großzöberitz
| Lage                                                                              | Bezeichnung | Beschreibung | Erfassungs- nummer | Ausweisungsart | Bild    |
| --------------------------------------------------------------------------------- | ----------- | --- | ------------------ | -------------- | ------- |
| Tannepölser Straße 7 (Karte)                                                      | Gutshof     | Das Tannepöls Gut wurde 1909 erbaut, einige Nebengebäude sind für 1892 datiert. Es ist ein zweigeschossiger Bau mit Ziegelornamenten im Stil des Jugendstils. Heute befindet sich hier ein Hotel. | 094 95432          | Baudenkmal     | Gutshof |
| Dorfstraße 6                                                                      | Gutshof     | Großzügige, um ein Oval platzierte Hofanlage, mittig stehendes zweigeschossiges Gutshaus mit hohem repräsentativen Anspruch, spätklassizistische Putzdekoration und zweiläufige Freitreppe, erbaut im apäten 19. Jahrhundert | 094 95433          | Baudenkmal     |         |
| Ernst-Thälmann-Straße (Karte)                                                     | Kirche      | Typisch dörfliche Bruchsteinkirche, im Kern gotisch mit Westquerturm und dreiseitig geschlossenem Chor, nördliche Vorhalle aus dem späten 19. Jahrhundert | 094 95434          | Baudenkmal     | Kirche  |
| Ernst-Thälmann-Straße 31a, 35, 36, 37, 38, 39, 40, 41, 42, 43, 44, 45, 46 (Karte) | Ortskern    | Um einen querrechteckigen Platz mit zwei Teichen liegende Hofanlagen und einzelne Gebäude verschiedener Größe und unterschiedlicher Materialien, um 1800 bis Anfang des 20. Jahrhunderts | 094 95437          | Denkmalbereich | BW      |
| Ernst-Thälmann-Straße 32                                                          | Bauernhof   | Ein sich aus zwei Wohnhäusern zusammensetzender stattlicher Hof aus der Zeit um 1800, zweigeschossige Bauten aus Lehm, Dachflächen mit Fledermausgaupen | 094 95435          | Baudenkmal     |         |
| Ernst-Thälmann-Straße 34                                                          | Bauernhof   | Kleiner Dreiseithof, bestehend aus zweigeschossigem giebelständigen Wohnhaus und etwas wuchtigen Nebengebäuden aus Lehm und Fachwerk, Backsteinmauer mit Holztor und Personenpforte, Mitte des 19. / Anfang des 20. Jh. | 094 95436          | Baudenkmal     |         |
| Ernst-Thälmann-Straße 41, 42                                                      | Rittergut   | Zweigeschossiger verputzter Ziegelbau des Historismus auf niedrigem Natursteinsockel mit qualitätvollem Konsolgesims, 2. Hälfte des 19. Jh. (Nr. 41); Wohnhaus des ehemaligen Rittergutes aus dem 18. Jh., zweigeschossiger Putzbau mit massivem Erdgeschoss und Fachwerk-Obergeschoss, ältester Profanbau der Gemeinde (Nr. 42) | 094 95431          | Baudenkmal     |         |
| Ernst-Thälmann-Straße 44                                                          | Wohnhaus    | Auf hohem Kellergeschoss stehender, villenähnlicher, zweigeschossiger Putzbau des Historismus, künstlerisch anspruchsvolle Schaufassade mit üppigen Stukkaturen, datiert 1891 | 094 95444          | Baudenkmal     |         |
| Schmiedeweg 5a (Karte)                                                            | Mühle       | Stattliche, massiv untermauerte Bockwindmühle mit dreigeschossigem, beinahe so hohem Lagerhausanbau der 1950er Jahre, sonst Mitte des 19. Jahrhunderts | 094 06430          | Baudenkmal     | Mühle   |

### Göttnitz
| Lage                 | Bezeichnung | Beschreibung | Erfassungs- nummer | Ausweisungsart | Bild           |
| -------------------- | ----------- | --- | ------------------ | -------------- | -------------- |
| Dorfplatz (Karte)    | Bauernstein | Bauernstein; großer flacher Porphyrstein, umgeben von kleineren Steinen, die als Sitzplätze dienten; Ort der Rechtsprechung, sozial- und ortsgeschichtliche Bedeutung | 094 90361          | Kleindenkmal   | Bauernstein    |
| Dorfplatz 4 (Karte)  | Bauernhof   | | 094 95741          | Baudenkmal     | BW             |
| Dorfplatz 9 (Karte)  | Bauernhof   | | 094 95742          | Baudenkmal     | BW             |
| Dorfplatz 10         | Wohnhaus    | | 094 95743          | Baudenkmal     |                |
| Dorfplatz 11         | Bauernhof   | | 094 95744          | Baudenkmal     |                |
| Dorfplatz 20 (Karte) | Wohnhaus    | | 094 95745          | Baudenkmal     | BW             |
| Dorfplatz 21 (Karte) | Kirche      | Kleine verputzte Dorfkirche romanischen Ursprungs; eingezogener, dreiseitig geschlossener Chor, 1883 aufgesetzter Westturm mit Fachwerkgeschoss und Spitzhelm         | 094 95746          | Baudenkmal     | Weitere Bilder |
| Dorfplatz 23         | Scheune     | | 094 95747          | Baudenkmal     |                |

### Löberitz
| Lage                                  | Bezeichnung       | Beschreibung | Erfassungs- nummer | Ausweisungsart               | Bild   |
| ------------------------------------- | ----------------- | ------------ | ------------------ | ---------------------------- | ------ |
| Dessauer Straße 29 (Karte)            | Wohnhaus          |              | 094 95420          | Baudenkmal                   | BW     |
| Domäne 5                              | Brennerei         |              | 094 71487          | Baudenkmal                   |        |
| Domäne 7                              | Gutshaus          |              | 094 95430          | Baudenkmal                   |        |
| Friedensstraße 9                      | Wohnhaus          |              | 094 95422          | Baudenkmal                   |        |
| Friedensstraße 14                     | Bauernhof         |              | 094 95423          | Baudenkmal                   |        |
| Friedensstraße 16c                    | Bauernhaus        |              | 094 95424          | Baudenkmal                   |        |
| Fuhnestraße 10a am Ende der Sackgasse | Gutshaus          | Elisenhof    | 094 96893          | Baudenkmal                   |        |
| Gartenstraße 4                        | Wohnhaus          |              | 094 95426          | Baudenkmal                   |        |
| Lindenstraße 7                        | Wohnhaus          |              | 094 95427          | Baudenkmal                   |        |
| Radegaster Straße                     | Friedhof Löberitz | Friedhof     | 094 13735          | Baudenkmal                   |        |
| Radegaster Straße, auf dem Friedhof   | Kapelle           | Kapelle      | 094 13735 001      | Teilobjekt eines Baudenkmals |        |
| Schulplatz (Karte)                    | Kirche            | Kirche       | 094 95428          | Baudenkmal                   | Kirche |
| Schulplatz 8 (Karte)                  | Bauernhaus        |              | 094 95429          | Baudenkmal                   | BW     |

### Löbersdorf
| Lage                                                   | Bezeichnung            | Beschreibung | Erfassungs- nummer | Ausweisungsart | Bild           |
| ------------------------------------------------------ | ---------------------- | --- | ------------------ | -------------- | -------------- |
| Hauptstraße Ecke Straße nach Zörbig (Karte)            | Transformatorenstation | Verputzter Turm auf quadratischem Grundriss mit breiterem Sockel und schlankem Aufsatz, um 1900 erbaut | 094 95753          | Baudenkmal     | Weitere Bilder |
| Hauptstraße 3                                          | Wohnhaus               | Gut proportionierter und abwechslungsreich gestalteter Ziegelbau mit ansprechenden Verzierungen aus Greppiner Formsteinen und Terrakotten am Konsolgesims, erbaut im letzten Viertel des 19. Jahrhunderts | 094 95749          | Baudenkmal     | Wohnhaus       |
| Hauptstraße 3, dem Haus Nr. 3 gegenüberliegend (Karte) | Kriegerdenkmal         | | 094 81029          | Kleindenkmal   | BW             |
| Hauptstraße 9                                          | Wohnhaus               | Traufständiger Ziegelbau des späten 19. Jahrhunderts mit Wirtschaftsgebäude, Wohnhaus mit rundbogigen Drillingsfenstern                                                                                   | 094 95752          | Baudenkmal     | Wohnhaus       |
| Hauptstraße 1,1a,1b (Karte)                            | Gutshof                | Ursprünglich viel stattlicherer zweigeschossiger Putzbau mit Walmdach, 2. Hälfte des 19. Jh.; dazugehörig der zu Wohnzwecken umgebaute breit gelagerte Stall in regionaltypischer Bauweise, um 1800       | 094 95748          | Baudenkmal     | Weitere Bilder |

### Mößlitz
| Lage                   | Bezeichnung | Beschreibung | Erfassungs- nummer | Ausweisungsart | Bild           |
| ---------------------- | ----------- | --- | ------------------ | -------------- | -------------- |
| Mößlitz 16, 17 (Karte) | Wohnhaus    | Das Wohnhaus ist vermutlich das Haus eines Gärtners. Das Haus hat drei Achsen und ein Mansardwalmdach, es wurde im ersten Viertel des 19. Jahrhunderts im Heimatstil erbaut. Im unteren Teil des Daches befinden sich Dachhäuschen, im oberen Teil Fledermausgauben. Das Haus ist Teil der Mauer um dem Gutspark herum.                         | 094 95740          | Baudenkmal     | Wohnhaus       |
| Mößlitz 6 (Karte)      | Gutshof     | Das sogenannte Schloss Mößlitz ist ein Gutshaus im englischen Landhausstil. Im Jahre 1924 wurde das Haus nach Plänen des Architekten Paul Schultze-Naumburg umgebaut. Das Gutshaus war lange ein Sanatorium für Suchtkranke. Zum Gutshaus gehört ein 1,32 Hektar großer Park, dieser wurde in der zweiten Hälfte des 19. Jahrhunderts angelegt. | 094 95739          | Baudenkmal     | Weitere Bilder |

### Priesdorf
| Lage                          | Bezeichnung | Beschreibung | Erfassungs- nummer | Ausweisungsart | Bild |
| ----------------------------- | ----------- | ------------ | ------------------ | -------------- | ---- |
| Koordinaten fehlen! Hilf mit. | Gedenkstein |              | 094 70923          | Baudenkmal     |      |

### Prussendorf
| Lage                  | Bezeichnung | Beschreibung | Erfassungs- nummer | Ausweisungsart               | Bild           |
| --------------------- | ----------- | ------------ | ------------------ | ---------------------------- | -------------- |
| Parkstraße 13 (Karte) | Gutshof     | Rittergut    | 094 95415          | Baudenkmal                   | Weitere Bilder |
| Parkstraße            | Park        | Park         | 094 95415 001      | Teilobjekt eines Baudenkmals |                |

### Quetzdölsdorf
| Lage                                                                      | Bezeichnung            | Beschreibung | Erfassungs- nummer | Ausweisungsart               | Bild                   |
| ------------------------------------------------------------------------- | ---------------------- | --- | ------------------ | ---------------------------- | ---------------------- |
| Flur 3 Flurstück 6/4 zwischen Quetz und Quetzdölsdorf (Karte)             | Transformatorenstation | | 094 95360          | Baudenkmal                   | Transformatorenstation |
| Ernst-Thälmann-Straße auf dem Friedhof, Flur 3-4 (Karte)                  | Kriegerdenkmal         | | 094 95362          | Baudenkmal                   | Kriegerdenkmal         |
| Ernst-Thälmann-Straße, auf dem Friedhof, Flur 3-4 (Karte)                 | Kapelle                | Friedhofskapelle | 094 95361          | Baudenkmal                   | Kapelle                |
| Ernst-Thälmann-Straße 32, 33                                              | Wohnhaus               | | 094 95364          | Baudenkmal                   |                        |
| Geschwister-Scholl-Straße (Karte)                                         | Kirche                 | Von der Kirche sind nur Teile des Chorraumes vorhanden.                                                                                    | 094 95356          | Baudenkmal                   | Kirche                 |
| Geschwister-Scholl-Straße 9 (Karte)                                       | Pfarrhof               | | 094 97310          | Baudenkmal                   | Pfarrhof               |
| Geschwister-Scholl-Straße 25, Flur 3-56/24, im früheren Ort Quetz (Karte) | Rittergut              | Rittergut Das Schloss Quetz im Ortsteil Quetzdölsdorf wurde von 1788 bis 1790 umgebaut, über die frühere Baugeschichte ist nichts bekannt. | 094 95357          | Baudenkmal                   | Weitere Bilder         |
| Geschwister-Scholl-Straße 25                                              | Herrenhaus             | Herrenhaus | 094 95357 001      | Teilobjekt eines Baudenkmals |                        |
| Geschwister-Scholl-Straße 25                                              | Park                   | Park | 094 95357 002      | Teilobjekt eines Baudenkmals |                        |
| Geschwister-Scholl-Straße 27 (Karte)                                      | Gasthof                | | 094 95359          | Baudenkmal                   | Gasthof                |

### Rieda
| Lage                             | Bezeichnung    | Beschreibung | Erfassungs- nummer | Ausweisungsart | Bild           |
| -------------------------------- | -------------- | --- | ------------------ | -------------- | -------------- |
| Flurnr. 6-8/1 (Karte)            | Mühle          | Stumsdorfer Mühle | 094 05655          | Baudenkmal     | Mühle          |
| Dorfplatz (Karte)                | Kirche         | Romanische Dorfkirche aus dem 12. Jh. in Bruchstein, im 19. Jh. stark überprägt mit neogotischer Apsis, um 1970 aufgegeben, ab 2016 wieder ausgebaut | 094 06210          | Baudenkmal     | Weitere Bilder |
| Dorfplatz (Karte)                | Kriegerdenkmal | errichtet in den 1920er Jahren in Gedenken an die Gefallenen des Ersten Weltkrieges                                                                  | 094 95461          | Baudenkmal     | Kriegerdenkmal |
| Dorfplatz 1 (Karte)              | Scheune        | Scheune mit aufwändiger Ziegelornamentik, Ende 19. Jahrhundert                                                                                       | 094 95462          | Baudenkmal     | Scheune        |
| Hallesche Allee 19, 21 (Karte)   | Gutshof        | | 094 95463          | Baudenkmal     | BW             |
| Thomas-Müntzer-Straße 2 (Karte)  | Bauernhof      | für die Region typisches Gehöft aus der Zeit um 1800                                                                                                 | 094 95464          | Baudenkmal     | Bauernhof      |
| Thomas-Müntzer-Straße 11 (Karte) | Pfarrhaus      | erbaut 1912 | 094 95465          | Baudenkmal     | Pfarrhaus      |

### Salzfurtkapelle
| Lage                                                                                   | Bezeichnung    | Beschreibung | Erfassungs- nummer | Ausweisungsart | Bild           |
| -------------------------------------------------------------------------------------- | -------------- | --- | ------------------ | -------------- | -------------- |
| 1,5 km von Salzfurtkapelle Richtung Wadendorf, Abzweig Zschepkau (Karte)               | Wegweiser      | | 094 96894          | Kleindenkmal   | Wegweiser      |
| Hallesche Straße 1 (Karte)                                                             | Gasthaus       | Gasthof Salzfurt | 094 81028          | Baudenkmal     | Gasthaus       |
| Hallesche Straße 27 (Karte)                                                            | Bauernhof      | | 094 81027          | Baudenkmal     | Bauernhof      |
| Zehbitzer Straße 42 (alt: Hauptstraße 34) (Karte)                                      | Wohnhaus       | | 094 81030          | Baudenkmal     | Wohnhaus       |
| Zehbitzer Straße 36 (alt: Hauptstraße 37) (Karte)                                      | Wohnhaus       | | 094 81031          | Baudenkmal     | Wohnhaus       |
| An der Capelle (alt: Kirchstraße 7) (Karte)                                            | Kirche         | Die Kirche ist ein Feld-Bruchsteinbau aus romanischer Zeit, aus dieser Zeit ist noch die Rundkapelle mit Chor und Apsis erhalten. In der Gotik wurde das Schiff angebaut. Im Jahre 1696 wurde der Turm mit Backstein erhöht und die Gruft der Patronatsherren von Zanthier angebaut. Im Inneren befindet sich eine Orgelempore aus der Zeit Ende des 17. Jahrhunderts. Hier steht eine Orgel von Wilhelm Rühlmann aus dem Jahre 1905. Weiter befinden sich in der Kirche mehrere Epitaphien der Familie Zanthier und anderer. | 094 06207          | Baudenkmal     | Weitere Bilder |
| An der Capelle 14 (alt: Kirchstraße 14) (Karte)                                        | Bauernhof      | | 094 81032          | Baudenkmal     | Bauernhof      |
| Lindenallee, Ecke Zehbitzer Straße (alt: Lindenstraße, Ecke Radegaster Straße) (Karte) | Kriegerdenkmal | | 094 81033          | Baudenkmal     | Kriegerdenkmal |
| Lindenallee 1 (alt: Lindenstraße 1) (Karte)                                            | Scheune        | | 094 81034          | Baudenkmal     | Scheune        |
| Lindenallee 4 (alt: Lindenstraße 4) (Karte)                                            | Bauernhof      | | 094 81035          | Baudenkmal     | Bauernhof      |
| Lindenallee 11 (alt: Lindenstraße 12) (Karte)                                          | Wohnhaus       | | 094 81036          | Baudenkmal     | Wohnhaus       |
| Zehbitzer Straße (alt: Radegaster Straße) (Karte)                                      | Kriegerdenkmal | | 094 81039          | Baudenkmal     | Kriegerdenkmal |
| Zehbitzer Straße (alt: Radegaster Straße), auf dem Dorfanger (Karte)                   | Grenzstein     | | 094 81037          | Kleindenkmal   | Grenzstein     |
| Radegaster Straße 7                                                                    | Wohnhaus       | | 094 81040          | Baudenkmal     |                |
| Zehbitzer Straße 20 (alt: Radegaster Straße 20), gegenüber dem Haus Nr. 20 (Karte)     | Kriegerdenkmal | | 094 81038          | Baudenkmal     | Kriegerdenkmal |

### Schortewitz
| Lage                                                                | Bezeichnung           | Beschreibung | Erfassungs- nummer | Ausweisungsart | Bild                  |
| ------------------------------------------------------------------- | --------------------- | ------------ | ------------------ | -------------- | --------------------- |
| auf dem Dorfplatz                                                   | Gedenkstein           |              | 094 97234          | Baudenkmal     |                       |
| Hauptstraße                                                         | Gutshaus              |              | 094 70490          | Baudenkmal     |                       |
| Kirchhof (veraltet Hauptstraße) (Karte)                             | Kirche St. Laurentius |              | 094 09402          | Baudenkmal     | Kirche St. Laurentius |
| Zeundorfer Straße o. Nr. (vorher Hauptstraße an der Kirche) (Karte) | Kriegerdenkmal        |              | 094 18071          | Baudenkmal     | BW                    |
| Zeundorfer Straße 26 (vorher Hauptstraße 26) (Karte)                | Gut                   |              | 094 18072          | Baudenkmal     | BW                    |

### Schrenz
| Lage                                                    | Bezeichnung | Beschreibung | Erfassungs- nummer | Ausweisungsart | Bild           |
| ------------------------------------------------------- | ----------- | ------------ | ------------------ | -------------- | -------------- |
| Straße des Friedens (Karte)                             | Kirche      |              | 094 80078          | Baudenkmal     | Weitere Bilder |
| Straße des Friedens 12 (alt: Friedensstraße 5) (Karte)  | Wohnhaus    |              | 094 95459          | Baudenkmal     | BW             |
| Straße des Friedens 19 früher Friedensstraße 14 (Karte) | Gutshof     |              | 094 95460          | Baudenkmal     | Gutshof        |

### Siegelsdorf
| Lage                       | Bezeichnung | Beschreibung | Erfassungs- nummer | Ausweisungsart | Bild     |
| -------------------------- | ----------- | ------------ | ------------------ | -------------- | -------- |
| Hallesche Straße 8 (Karte) | Gutshaus    |              | 094 95181          | Baudenkmal     | Gutshaus |

### Spören
| Lage                               | Bezeichnung | Beschreibung                                 | Erfassungs- nummer | Ausweisungsart | Bild           |
| ---------------------------------- | ----------- | -------------------------------------------- | ------------------ | -------------- | -------------- |
| Grünanger 5 (Karte)                | Wohnhaus    |                                              | 094 95402          | Baudenkmal     | BW             |
| Grünanger 7 (Karte)                | Wohnhaus    |                                              | 094 95403          | Baudenkmal     | BW             |
| Kastanienallee 24 (Karte)          | Wohnhaus    |                                              | 094 95404          | Baudenkmal     | BW             |
| Kastanienallee 21 (Karte)          | Wohnhaus    |                                              | 094 95405          | Baudenkmal     | BW             |
| Kastanienallee 46 (Karte)          | Wohnhaus    |                                              | 094 95406          | Baudenkmal     | BW             |
| Kastanienallee 41 (Karte)          | Villa       | Berghausches Gehöft, Kita Spörener Spatzen   | 094 95407          | Baudenkmal     | BW             |
| Hauptstraße 21                     | Stall       |                                              | 094 95408          | Baudenkmal     |                |
| Kastanienallee 33 (Karte)          | Gutshaus    | Königscher Hof                               | 094 95409          | Baudenkmal     | BW             |
| Hauptstraße 21b                    | Scheune     |                                              | 094 95410          | Baudenkmal     |                |
| Kastanienallee 32 (Karte)          | Wohnhaus    |                                              | 094 95411          | Baudenkmal     | BW             |
| Kastanienallee 51 (Karte)          | Speicher    |                                              | 094 95412          | Baudenkmal     | BW             |
| Unter den Linden (Karte)           | Friedhof    |                                              | 094 95413          | Baudenkmal     | BW             |
| Unter den Linden (Karte)           | Kirche      |                                              | 094 06212          | Baudenkmal     | Weitere Bilder |
| Unter den Linden, Friedhof (Karte) | Grabkapelle | Grabkapelle, 2018 als Baudenkmal ausgewiesen | 094 71702          | Baudenkmal     | BW             |
| Unter den Linden 14 (Karte)        | Pfarrhaus   |                                              | 094 95414          | Baudenkmal     | Pfarrhaus      |

### Stumsdorf
| Lage                       | Bezeichnung | Beschreibung        | Erfassungs- nummer | Ausweisungsart | Bild      |
| -------------------------- | ----------- | ------------------- | ------------------ | -------------- | --------- |
| Bahnhofsstraße 8           | Wohnhaus    |                     | 094 12317          | Baudenkmal     | Wohnhaus  |
| Bahnhofstraße (Karte)      | Bahnhof     |                     | 094 95162          | Baudenkmal     | Bahnhof   |
| Bahnhofstraße (Karte)      | Stellwerk   |                     | 094 95163          | Baudenkmal     | Stellwerk |
| Dorfplatz 5                | Wohnhaus    |                     | 094 95165          | Baudenkmal     |           |
| Karl-Liebknecht-Straße     | Speicher    |                     | 094 95167          | Baudenkmal     |           |
| Riedaer Straße (Karte)     | Kirche      | evangelische Kirche | 094 95168          | Baudenkmal     | Kirche    |
| Riedaer Straße 7           | Bauernhof   |                     | 094 95169          | Baudenkmal     | Bauernhof |
| Zörbiger Straße 16 (Karte) | Villa       |                     | 094 95170          | Baudenkmal     | Villa     |

### Wadendorf
| Lage               | Bezeichnung | Beschreibung | Erfassungs- nummer | Ausweisungsart | Bild   |
| ------------------ | ----------- | --- | ------------------ | -------------- | ------ |
| Dorfstraße (Karte) | Kirche      | Die Fünf-Brüder-Kirche ist ein klassizistischer Bau, der im Jahre 1828 erbaut wurde. Es ist ein einschiffiger Bau mit einem quadratischen Westturm und einem geraden Chorschluss. | 094 80079          | Baudenkmal     | Kirche |

### Werben
| Lage                                             | Bezeichnung | Beschreibung                                                                                           | Erfassungs- nummer | Ausweisungsart | Bild           |
| ------------------------------------------------ | ----------- | --- | ------------------ | -------------- | -------------- |
| Hauptstraße 1 (veraltet Straße wurde umbenannt)  | Wohnhaus    | | 094 95171          | Baudenkmal     |                |
| Hauptstraße 6 (veraltet Straße wurde umbenannt)  | Bauernhof   | | 094 95172          | Baudenkmal     |                |
| Hauptstraße 15 (veraltet Straße wurde umbenannt) | Bauernhof   | | 094 95173          | Baudenkmal     |                |
| An der Kirche (alt:Kirchstraße) (Karte)          | Kirche      | Stattliche Saalkirche aus Bruchstein im Rundbogenstil mit hohem quadratischen Westturm, erbaut 1877/78 | 094 95174          | Baudenkmal     | Weitere Bilder |
| An der Kirche 10 (alt:Kirchstraße) (Karte)       | Wohnhaus    | | 094 95175          | Baudenkmal     | BW             |

### Zeundorf
| Lage        | Bezeichnung | Beschreibung | Erfassungs- nummer | Ausweisungsart | Bild |
| ----------- | ----------- | ------------ | ------------------ | -------------- | ---- |
| Hauptstraße | Denkmal     |              | 094 70799          | Baudenkmal     |      |

## Ehemalige Kulturdenkmale nach Ortsteilen
Die nachfolgenden Objekte waren ursprünglich ebenfalls denkmalgeschützt oder wurden in der Literatur als Kulturdenkmale geführt. Die Denkmale bestehen heute jedoch nicht mehr, ihre Unterschutzstellung wurde aufgehoben oder sie werden nicht mehr als Denkmale betrachtet.

### Zörbig
| Lage | Bezeichnung | Beschreibung                                                                                         | Erfassungs- nummer | Ausweisungsart | Bild       |
| --- | ----------- | --- | ------------------ | -------------- | ---------- |
| Paradies 13 | Wohnhaus    | | 094 90044          |                |            |
| Rotes Meer 1, 2, 3, 4, 5, 6, 7, 8, 9, 10, 11, 12, 13, 14, 15, 16, 22, 23, 24, 26, 27, 28, 29, 30, 31, 32, 33 (Karte) | Rotes Meer  | Straßenzug, nach Verlust der Denkmaleigenschaft im Jahr 2019 aus dem Denkmalverzeichnis ausgetragen. | 094 90031          | Denkmalbereich | Rotes Meer |

### Großzöberitz
| Lage         | Bezeichnung | Beschreibung | Erfassungs- nummer | Ausweisungsart | Bild |
| ------------ | ----------- | ------------ | ------------------ | -------------- | ---- |
| Südstraße 23 | Schule      |              | 094 95445          |                |      |

### Löbersdorf
| Lage          | Bezeichnung | Beschreibung | Erfassungs- nummer | Ausweisungsart | Bild |
| ------------- | ----------- | --- | ------------------ | -------------- | ---- |
| Hauptstraße 7 | Wohnhaus    | | 094 95750          |                |      |
| Hauptstraße 8 | Wohnhaus    | Wohnhaus, im Jahr 2018 wurde die Denkmaleigenschaft wegen Verfalls, Abbruchs aus bauordnungsrechtlichen Gründen oder ungenehmigter Veränderungen aberkannt. | 094 95751          | Baudenkmal     |      |

### Quetzdölsdorf
| Lage                         | Bezeichnung | Beschreibung | Erfassungs- nummer | Ausweisungsart | Bild |
| ---------------------------- | ----------- | ------------ | ------------------ | -------------- | ---- |
| Geschwister-Scholl-Straße 11 | Wohnhaus    |              | 094 95358          |                |      |

### Stumsdorf
| Lage                                    | Bezeichnung | Beschreibung                                                        | Erfassungs- nummer | Ausweisungsart | Bild     |
| --------------------------------------- | ----------- | ------------------------------------------------------------------- | ------------------ | -------------- | -------- |
| Ladestraße 1 (ehemals Göttnitzer Weg 1) | Wohnhaus    | Wohnhaus, nach Abbruch 2019 aus dem Denkmalverzeichnis ausgetragen. | 094 95166          | Baudenkmal     | Wohnhaus |

### Wadendorf
| Lage          | Bezeichnung | Beschreibung | Erfassungs- nummer | Ausweisungsart | Bild |
| ------------- | ----------- | ------------ | ------------------ | -------------- | ---- |
| Dorfstraße 30 | Wohnhaus    |              | 094 81041          |                |      |
| Dorfstraße 32 | Bauernhof   |              | 094 81042          |                |      |

### Werben
| Lage           | Bezeichnung | Beschreibung | Erfassungs- nummer | Ausweisungsart | Bild |
| -------------- | ----------- | ------------ | ------------------ | -------------- | ---- |
| Kirchstraße 9  | Wohnhaus    |              | 094 95176          |                |      |
| Kirchstraße 15 | Wohnhaus    |              | 094 95177          |                |      |

## Legende
In den Spalten befinden sich folgende Informationen:
- Lage: Nennt den Straßennamen und wenn vorhanden die Hausnummer des Kulturdenkmals. Die Grundsortierung der Liste erfolgt nach dieser Adresse. Der Link „Karte“ führt zu verschiedenen Kartendarstellungen und nennt die geographischen Koordinaten.
Link zu einem Kartenansichtstool, um Koordinaten zu setzen. In der Kartenansicht sind Baudenkmale ohne Koordinaten mit einem roten bzw. orangen Marker dargestellt und können in der Karte gesetzt werden. Baudenkmale ohne Bild sind mit einem blauen bzw. roten Marker gekennzeichnet, Baudenkmale mit Bild mit einem grünen bzw. orangen Marker.
- Offizielle Bezeichnung: Nennt den Namen, die Bezeichnung oder zumindest die Art des Kulturdenkmals und verlinkt, soweit vorhanden, auf den Artikel zum Objekt.
- Beschreibung: Nennt bauliche und geschichtliche Einzelheiten des Kulturdenkmals, vorzugsweise die Denkmaleigenschaften.
- Erfassungsnummer: Für jedes Kulturdenkmal wird in Sachsen-Anhalt eine 20stellige Erfassungsnummer vergeben. Die letzten zwölf Ziffern werden für die Untergliederung nach Teilobjekten genutzt und werden nur angegeben, soweit vergeben. In dieser Spalte kann sich folgendes Icon  befinden, dies führt zu Angaben zu diesem Baudenkmal bei Wikidata.
- Ausweisungsart: Die Einordnung des Denkmales nach § 2 Abs. 2 DenkmSchG LSA
- Bild: Ein Bild des Denkmales, und gegebenenfalls einen Link zu weiteren Fotos des Kulturdenkmals im Medienarchiv Wikimedia Commons. Wenn man auf das Kamerasymbol klickt, können Fotos zu Kulturdenkmalen aus dieser Liste hochgeladen werden: